# Ammodytoides renniei
Ammodytoides renniei is een  straalvinnige vissensoort uit de familie van zandspieringen (Ammodytidae). De wetenschappelijke naam van de soort is voor het eerst geldig gepubliceerd in 1957 door Smith.